# Nenad Milijaš
Nenad Milijaš (în sârbă Ненад Милијаш, pronunțat [něnad mîlijaʃ]; născut la 30 aprilie 1983) este un fotbalist sârb care a jucat ca mijlocaș pentru Steaua Roșie Belgrad. El a reprezentat Serbia la Campionatul Mondial din 2010.

## Cariera

### Zemun
Milijaš și-a început cariera la echipele de tineret ale lui FK Zemun din Belgrad, unde a progresat până la prima echipă în anul 2000.

### Wolverhampton Wanderers
Wolves, nou-promovată în Premier League, a semnat un contract pe patru ani cu Milijaš la 15 iunie 2009, suma de transfer fiind estimată la aproximativ 2,6 milioane de lire. El și-a făcut debutul în august 2009, în înfrângerea cu 2-0 suferită în fața clubului West Ham în prima etapă e campionat, în care a fost votat omul meciului de către Sky Sports. Milijaš a marcat primul său gol pentru Wolves cu un șut de la distanță în victoria de acasă cu 2-1 împotriva lui Bolton în decembrie 2009; A mai dat două goluri peste două săptămâni, împotriva lui Burnley.
Milijaš a jucat douăzeci de meciuri în Premier League în sezonul 2010-2011, marcând de două ori. De asemenea, el a reușit să înscrie și în Cupa Ligii, înscriind din două penaltiuri, împotriva lui Southend și Notts County. Într-o remiză de acasă scor 3-3 împotriva Tottenham Hotspur, Milijaš a creat două goluri, dând o pasă de gol la primul marcat de Kevin Doyle și apoi obținând un penalty transformat tot de Doyle. El a jucat, de asemenea, în victoria echipei cu Aston Villa, cu Wolves evitând retrogradarea la limită.
Milijaš a jucat rar în timpul sezonului următor, dar în lunile noiembrie și decembrie a fost folosit mai des. Totuși, această serie de meciuri jucate a fost oprită când a fost eliminat într-un meci terminat egalitate scor 1-1 cu Arsenal pentru un fault la Mikel Arteta, în urma căria a primit o suspendare de trei etape care nu i-a fost ridicată. În urma acestei eliminări, el a mai intrat pe teren din postura de rezervă, însă nu și-a putut ajuta clubul care a retrogradat sub conducerea antrenorului Terry Connor.
După numirea lui Ståle Solbakken în rolul de antrenor la Wolves a fost anunțat faptul că Milijaš a fost pus pe lista de transferuri, fiind nemulțumit pentru că juca rar. La 30 august, contractul său i-a fost anulat de comun acord pentru a-i permite să-și găsească un nou club.

### Înapoi la Steaua Roșie Belgrad
La 31 august 2012, la o zi după plecarea lui de la Wolves, Milijaš a revenit la fostul său club Steaua Roșie Belgrad cu care a semnat un contract pe trei ani. A marcat primul său gol împotriva lui Radnički Kragujevac 1923 dintr-o lovitură liberă. Pe 13 aprilie 2013, a marcat un hat-trick împotriva lui FK Spartak Zlatibor Voda.

### Hebei China Fortune
La 16 februarie 2015, Milijaš s-a transferat în Prima Ligă Chineză la Hebei China Fortune.

### Nei Mongol Zhongyou
La 14 februarie 2016, Milijaš s-a transferat la Nei Mongol Zhongyou.

### Steaua Roșie Belgrad
La 31 ianuarie 2017, Milijaš a revenit pentru a treia oară la Steaua Roșie.Un fan avid al Stelei Roșii, Milijaș și-a dovedit din nou loialitatea față de club și fanii săi. Milijaš a semnat un contract pe un an și jumătate.

## La națională
Milijaš și-a făcut debutul la naționala mare a Serbiei pe 6 septembrie 2008, într-o victorie cu 2-0 împotriva Insulelor Feroe într-un meci de calificare la Campionatul Mondial. El a înscris primul său gol la națională în al patrulea meci jucat de el și anume în victoria scor 6-1 cu Bulgaria într-un amical de pe 19 noiembrie 2008, după care a marcat un gol și într-un meci oficial din penalty cu Austria scor 1-0 pe 6 iunie 2009. Această campanie de calificare a fost una de succes pentru Serbia, care s-a calificat la Campionatul Mondial din 2010 din Africa de Sud, cu Milijaš fiind titular la mijloc alături de căpitanul Dejan Stanković. El a fost convocat la lotul care a făcut deplasarea la Campionatul Mondial din 2010 pentru turneu, jucând în meciul de deschidere cu Ghana.
El a jucat și pentru Serbia și Muntenegru la categoria de vârstă sub 21 de ani, jucând în echipa care a ajuns până în semifinalele Campionatului European sub 21 din 2006 din Portugalia.